# Balduin II. Jeruzalemski
Balduin II. Jeruzalemski, znan tudi kot Balduin Bourški (francosko Baudouin) je bil v letih 1100-1118 grof Edese in od leta 1118 do svoje smrti kralj Jeruzalemskega kraljestva, * 1060, Francija, † 21. avgust 1131, Jeruzalem.
Na prvem križarskem pohodu je spremljal svoja bratranca Godfreja Bouillonskega in Balduina Boulognskega, ki ga je po njegovem odhodu v Jeruzalem nasledil kot drugi grof Edese. V bitki pri Harranu leta 1104 je bil ujet. Med njegovim ujetništvom sta kot regenta v njegovem imenu vladala antioški knez Tankred Galilejski in njegov bratranec Rihard Salernski.
Spomladi 1108 so ga odkupili. Po osvoboditvi je poskušal Tankred obdržati Edeso, vendar ga je antioški patriarh Bernard prepričal, naj jo vrne Balduinu. V spopadu s Tankredom pri Turbeselu je bil Balduin poražen. Na zboru križarskih vodij aprila 1109 pri Tripoliju sta se pobotala.
Mosulski atabeg Mavdud in njegov naslednik Aksungur al-Bursuki sta na začetku 1110. let večkrat napadla Edeso in opustošila vzhodne dele grofije. Antioški knez Joscelin Courtenayski si je leta 1113 prilastil cvetoče mesto Turbesel, leta 1116 in 1117 pa zasedel bližnje armensko gospostvo, kar je imel Balduin za izdajo. 
Balduin Boulognski, prvi kralj Jeruzalemskega kraljestva, je 2. aprila 1118 umrl. Jeruzalemsko krono je prepustil svojemu bratu Evstahiju III. Boulognskemu, če Evstahij ne bi prišel v Sveto deželo, pa edeškemu grofu Balduinu. Latinski jeruzalemski patriarh Arnulf in Joscelin Courtenayski, ki je bil največji fevdni gospod v kraljestvu, sta barone prepričala, naj za kralja izvolijo Balduina.
Balduin je zase obdržal večino mest v kraljestvu, Edeso pa je prepustil Joscelinu. Po skoraj popolnem uničenju antioške vojske 28. junija 1119, je bil Balduin izvoljen za regenta odsotnega Bohemonda II. Antioškega. Pogosti vdori Seldžukov v Antiohijo so ga prisilili, da je večino časa preživel v ogroženi kneževini, kar je povzročilo nezadovoljstvo v Jeruzalemu. Aprila 1123 je Balduina ujel seldžuški beg Belek Gazi, zato je skupina plemičev prestol ponudila flandrijskemu grofu Karlu I., ki je ponudbo zavrnil. Med Balduinovo odsotnostjo je jeruzalemska vojska s pomočjo beneškega ladjevja osvojila Tir. Po osvoboditvi avgusta 1124 je Balduin na začetku leta 1125 poskušal osvojiti Alep, vendar mu to ni uspelo.
Oktobra 1126 je v Sirijo prišel Bohemond II. in se poročil z Balduinovo hčerko Alico. Balduin je načrtoval osvojitev Damaska, vendar je zato potreboval zunanjo podporo. Najstarejšo hčerko Melisendo je leta 1129 poročil s premožnim grofom Fulkom V. Ažujskim. Fulk je prišel v Jeruzalem v spremstvu velike vojske, ki je Balduinu omogočila napad na damaščansko ozemlje. S pomočjo nizaritov (ali Asasinov) je uspel osvojiti samo Banias. Po smrti Bohemonda II. v bitki na začetku leta 1130 je Balduin prisilil Alico, da je zapustila Antiohijo in sam prevzel regentstvo v imenu njene hčerke Konstance. V Antiohiji je resno zbolel in vstopil v samostan, kjer je umrl. 
Balduin je bil spoštovan vojaški poveljnik in razvpit ljubitelj denarja.

## Mladost
Balduin je bil mlajši sin grofa Huga I. Rethelskega in Melisende Monthléryjske.
Leta 1096 se je pridružil križarski vojski Godfreja Boulognskega, ki je na pohod v Sveto deželo krenila 15. avgusta 1096 in 23. decembra prišla v Konstantinopel. Bizantinski cesar Aleksej I. Komnen je od vodij pohoda zahteval prisego zvestobe. Balduin je bil eeden od predstavnikov križarjev, ki so se januarja 1097 pogajali z bizantinskm cesarjem. Po prisegi so Bizantinci februarja 1097 z ladjami prepeljali križarsko vojsko v Malo Azijo.
Balduin Boulognski in Norman Tankred Galilejski sta se okoli 15. septembra 1097 odcepila od glavnine križarske vojske in napadla Kilikijo. Balduin se jima je s svojim kontingentom pridružil in se udeležil pohodov proti seldžuškim trdnjavam na ravnicah ob Evfratu. Po osvojitvi Ravendela, Turbesela in Edese je Boulogne na začetku leta 1098 ustanovil prvo križarsko državo Grofijo Edeso.
Balduin se je zatem konec maja 1099 pri Tiru pridružil glavnini križarske vojske, ki je prodirala proti Jeruzalemu. S Tankredom sta mimogrede skoraj brez odpora osvojila večinoma krščanski Betlehem. Križarji so začeli oblegati Jeruzalem in za zastraševanje branilcev obglavili ujetega priletnega muslimanskega plemiča, ki je zavrnil pokristjanjenje.  15. julija 1198 je Jeruzalem padel v križarske roke. Balduin je konec avgusta zapustil Jeruzalem,  po smrti Geoffreya Bouillonskega 18. julija 1100 pa se je vrnil, da bi poskrbel a njegovo dediščino.

## Grof Edese

### Prva leta
Balduin II. je postal poveljnik vojske Bohemonda I. Antioškega, katerege je malo pred tem ujel Danišmend Gazi.
Ko je bil Balduin I. izvoljen za jeruzalemskega kralja, je iz Antiohije poklical Balduina II. in mu predal grofijo Edeso. Po prisegi zvestobe je 2. oktobra 1110 odšel v Jeruzalem.
Balduin II. se je poročil z Morfijo, hčerko melitenskega zemljiškega mogotca Gabrijela, kar mu je pomagalo utrditi položaj med pretežno armenskimi podložniki. Na začetku leta 1101 sta Sökmen in Mardin osvojila Suruč. Med poskusom osvoboditve mesta je Balduin doživel težak poraz in bil prisiljen na umik v Edeso. V Antiohiji je zbral novo vojsko in osvobodil Suruč in pobil vse, ki so sodelovali z Artikidi. 
Ko je leta 1102 v Edeso prišel Joscelin Courtenayski, mu je podelil nekaj zemlje zahodno od Evfrata.
Tankredove ambicije v severni Siriji so razdražile tako Balduina kot antioškega latinskega patriarha Bernarda. Z Danišmendi sta se začela pogajati za Bohemondovo osvoboditev. Po plačilu odkupnine so Bohemonda maja 1103 izpustili iz ujetništva.

### Prvo ujetništvo
Balduinove čete so pogosto vdirale na plodne ravnice okoli Harrana, zato je vojska mosulskega atabega Džirkimiša z zavezniki maja 1104 napadla Edeso, križarska vojska pa je napadla Harran in se začela pogajati za mirno vdajo mesta. Ker sta si bogato mesto nameravala prilastiti tako Bohemond kot Balduin, je začela križarska vojska zaradi sporov razpadati.
Sokmen in Džikirmiš sta 7. maja napadla križarski tabor v Harranu, navidezno pobegnila in zvabila križarje v zasedo in Balduina in Joscelina ujela. Bohemond in Tankred sta odjezdila v Edeso, da bi rešila mesto. Edeški nadškof Benedikt, ki je bil tudi ujet, vendar kmalu osvobojen, in edeški vitezi so za regenta ujetega Balduina izvolili Tankreda. Meščani Turbessela so leta 1107 za Joscelina plačali odkupnino in ga osvobodili.
Balduina so odpeljali v Mosul. Ko je Tankred ujel seldžuško kneginjo iz Džikirmiševe družine, je slednji za njeno odkupnino ponudil 15.000 zlatih bezantov ali Balduinovo osvoboditev. Bohemondu in Zakredu je bil ljubši denar in Balduin je ostal v ječi. Bohemond je pred odhodom v Evropo Antiohijo prepustil Tankredu, Edeso pa svojemu sorodniku Rihardu Salernskemu.
Leta 1107 je turški vojak Džavali Sakava ujel Džikirmiša in zasedel Mosul. Za Balduinovo osvoboditev je zahteval 60.000 dinarjev in izpustitev muslimanskih ujetnikov iz Edese. Ko je seldžuški sultan Mohamed I. Tapar za atabega Mosula imenoval Mameluka Mavduda, je Džavali pobegnil iz mesta in s seboj odpeljal Balduina. Joscelin je Džavaliju za odkupnino ponudil 30.000 dinarjev in sebe kot talca. Ker je Džvali potreboval zaveznika proti Mavdudu, je ponudbo sprejel in Balduina poleti 1108 osobodil.

## Spori
Balduin je po osvoboditvi odšel v Edeso, kjer je Tankred od njega v zamenjavo za mesto zahteval prisego zvestobe. Balduin je zahtevo zavrnil in odšel v Turbesel. Po Tankredovem pohodu na Turbesel sta se začela pogajati, vendar nista dosegla kompromisa. Balduin je proti Tankredu sklenil zavezništvo z armenskim vladarjem Vasilom Gogom. Na pomoč mu je prišlo tudi 300 pečeneških konjenikov Ošina Lampronskega. Pohodi na antioško ozemlje so Tankreda prisilili, da je sprejel razsodbo cerkvenih prelatov, ki je bila v Balduinovo korist. V Edeso se je vrnil septembra 1108.
Spori so se nadaljevali do aprila 1109, ko je kralj Balduin I. v imenu jeruzalemske cerkve povabil sprte voditelje na zbor na Mons Peregrinus v bližini Tripolija. Na srečanju je kralj posredoval za spravo med Balduinom in Tankredom. Slednji je priznal Balduinovo oblast v Edesi in v zameno dobil Galilejo in nekaj drugih fevdov v Jeruzalemskem kraljestvu.  Balduin je nato sodeloval v obleganju Tripolija, ki se je končalo z osvojitvijo mesta.